# Tadeusz Jandura
Tadeusz Mieczysław Jandura (ur. 28 marca 1899 w Łańcucie, zm. 7 czerwca 1935 w Warszawie) – kapitan saperów Wojska Polskiego, działacz niepodległościowy, kawaler Orderu Virtuti Militari.

## Życiorys
Urodził się 28 marca 1899 w Łańcucie, w rodzinie Jana i Marii z Sitkowskich. Naukę pobierał w gimnazjum w Jarosławiu oraz w Seminarium Nauczycielskim w Rzeszowie. W 1916 zgłosił się w Komendzie I Brygady Legionów Polskich ale nie został przyjęty z powodu wstrzymania werbunku.
Od 15 września 1917 w armii austro-węgierskiej, w której walczył na froncie włoskim. Wstąpił do Polskiej Organizacji Wojskowej w Jarosławiu. Jako komendant grupy „zwalcza wszelkie prądy wywrotowe, wprowadza karność do szeregów (...), prowadzi energiczny werbunek, stwarza zespół ludzi dobranych, wchodzi w kontakt w wojskowymi Polakami miejscowego garnizonu, gromadzi broń. Znany powszechnie był jego brawurowy napad z Peowiakami Królem, Chmielem i Lorencem, dokonany w sierpniu 1918 na wagon austriacki, wiozący przez stację Jarosław karabiny i naboje”.
1 listopada 1918 wstąpił do odrodzonego Wojska Polskiego i przydzielony został, w stopniu kaprala, do 2 kompanii 5 pułku piechoty Legionów. Uczestnik wojen polsko-ukraińskiej i polsko-bolszewickiej. Wyróżnił się w dniu 11 listopada 1918 r. podczas walk o Przemyśl, kiedy to poprowadził swoją sekcję do ataku, zdobywając koszary nieprzyjaciela oraz biorąc jeńców i sprzęt wojskowy. Podczas tego ataku został ranny. Za ten czyn odznaczony został Krzyżem Srebrnym Orderu Virtuti Militari oraz awansowany na plutonowego. Od 16 marca 1919 służył w 6 kompanii 1 pułku piechoty Legionów.
Po zakończeniu działań wojennych pozostał w Wojsku Polskim jako urzędnik wojskowy XI rangi. Wiosną 1921 pełnił służbę w Szefostwie Łączności Naczelnego Dowództwo Wojska Polskiego. Później został przeniesiony do Departamentu VI Wojsk Technicznych Ministerstwa Spraw Wojskowych i przydzielony do Centralnych Zakładów Wojsk Łączności w Warszawie. Z dniem 1 marca 1924 prezydent RP przemianował go z urzędnika wojskowego XI rangi na oficera zawodowego w stopniu porucznika ze starszeństwem z dniem 1 grudnia 1922 i 101. lokatą w korpusie oficerów administracji, dział kancelaryjny. W maju 1927 został przeniesiony z Departamentu VI MSWojsk. do Gabinetu Generalnego Inspektora Sił Zbrojnych na stanowisko kierownika kancelarii. W lipcu tego roku został przeniesiony do korpusu oficerów inżynierii i saperów w stopniu porucznika ze starszeństwem z 1 grudnia 1922 i 0.7 lokatą oraz przeniesiony macierzyście do kadry oficerów saperów z pozostawieniem na dotychczasowym stanowisku w GISZ. 2 kwietnia 1929 prezydent RP nadał mu z dniem 1 stycznia 1929 stopień kapitana  w korpusie oficerów inżynierii i saperów i 4. lokatą. W 1935 pełnił służbę w Samodzielnym Referacie Personalnym GISZ. Zmarł 7 czerwca 1935 w Warszawie. Został pochowany na Cmentarzu Wojskowym na Powązkach (kwatera: A12-1-15).
Od 1922 był żonaty z Heleną, z którą miał córkę Alinę (ur. 7 lipca 1926, zm. 24 września 1995).

## Ordery i odznaczenia
- Krzyż Srebrny Orderu Wojskowego Virtuti Militari nr 5772 – 10 sierpnia 1922[18]
- Krzyż Walecznych czterokrotnie[7]
- Medal Niepodległości – 2 sierpnia 1931 „za pracę w dziele odzyskania niepodległości”[19][20]
- Srebrny Krzyż Zasługi – 3 sierpnia 1928 „za zasługi na polu administracji wojska”[21][22]
- Medal Pamiątkowy za Wojnę 1918–1921[23]
- Medal Dziesięciolecia Odzyskanej Niepodległości[23]
- Odznaka za Rany i Kontuzje z dwiema gwiazdkami[23]
- Krzyż Legionowy[23]
- Odznaka pamiątkowa „Orlęta”[24]
- Gwiazda Przemyśla[24]
- Odznaka pamiątkowa „Za Wilno 1919”[24]
- Odznaka Pamiątkowa Frontu Litewsko-Białoruskiego[24]
- Odznaka Pamiątkowa Generalnego Inspektora Sił Zbrojnych – pośmiertnie 12 maja 1936